# Слънчево-синхронизирана околоземна орбита
Слънчево-синхронизирана (среща се и като слънцесинхронна или хелиосинхронна) околоземна орбита е вид земна орбита, при която сателитите винаги минават над определена точка на земната повърхност, когато слънцето се намира на същото място на небето.
Това се постига чрез подходящо съчетание на височина и наклон на орбитата. Такива сателити обикалят около земята по посока запад – изток в ниска орбита. Те преминават на същата височина, но на приблизително 1 градус на изток от предишния ден поради въртенето на земята около слънцето. По такъв начин те запазват синхрона си със слънцето. Тези сателити са удобни за фотографиране на земната повърхност.